# Ковачевич, Владимир (шахматист)
Владимир Ковачевич (хорв. Vlatko Kovačević ; род. 26 марта 1942, Дубровник) — хорватский, ранее югославский, шахматист; гроссмейстер (1976). Инженер.

## Шахматная карьера
В 1970 году побеждал в одной из партий будущего чемпиона мира Бобби Фишера.
В составе сборных Югославии и Хорватии участник 6-и Олимпиад (1982—1984, 1988—1992, 1998). В чемпионате Югославии 1985 — 3-4-е место. Лучшие результаты в других международных соревнованиях: Осло (1973) — 1-е; Загреб (1973) — 2-е; Винковци (1974) — 4-6-е; Ровинь — Загреб (1975) — 2-4-е; Сомбор — Карловац (1977) — 1-3-е; Загреб (1979) — 1-е; Карловац (1979) — 4-5-е; Вировитица (1979 и 1980) — 1-е и 2-3-е; Тузла (1981) — 1-е; Сараево (1982) — 2-е; Бела-Црква (1982; 162 участника) — 1-6-е; Винковци (1982) — 1-е; Гастингс (1982/1983) — 2-е; Зеница (1986) — 2-3-е; Загреб (1986) — 1-е; Шибеник (1987; 178 участников) — 1-е места.

## Изменения рейтинга
| Графики недоступны из-за технических проблем. См. информацию на Фабрикаторе и на mediawiki.org. |